# Islands (The-Band-Album)
Islands ist das siebte Studioalbum der kanadischen Folk- und Country-Rock-Gruppe The Band. Es erschien am 15. März 1977 auf dem Label Capitol Records. Islands war das letzte Studioalbum, das die Band in ihrer ursprünglichen Besetzung einspielte. Tatsächlich hatte die Gruppe bereits am Thanksgiving 1976 ihr legendäres Abschiedskonzert The Last Waltz gegeben, das nun auf Warner Bros. Records veröffentlicht werden sollte, und nahm das Album nur auf, um ihren auf insgesamt zehn Alben hinauslaufenden Vertrag mit Capitol zu erfüllen. Nach der Veröffentlichung von Islands löste sich die Band auf.
Islands war in keiner Hinsicht ein großer Erfolg. In den US-amerikanischen Billboard-Albencharts erreichte das Album nur einen Platz 64, auch die Kritik zeigte sich nicht übermäßig begeistert. Im Vergleich zum Rest ihrer Diskografie gilt Islands rückblickend als eines der schwächsten Alben der Kanadier.
Auch die Single Georgia on My Mind, eine Coverversion des Hoagy-Carmichael-Klassikers aus dem Jahre 1930, mit der die Band Jimmy Carters Präsidentschaftskandidatur unterstützen wollte, hatte eher geringen kommerziellen Erfolg und scheiterte an einem Charteintritt.

## Trackliste

### A-Seite
1. Right as Rain (Robbie Robertson) – 3:55
2. Street Walker (Rick Danko / Robertson) – 3:16
3. Let the Night Fall (Robertson) – 3:12
4. Ain’t That a Lot of Love (Homer Banks / Deanie Parker) – 3:09
5. Christmas Must Be Tonight (Robertson) – 3:38

### B-Seite
1. Islands (Danko / Garth Hudson / Robertson) – 3:54 (instrumental)
2. The Saga of Pepote Rouge (Robertson) – 4:14
3. Georgia on My Mind (Hoagy Carmichael / Stuart Gorrell) – 3:09
4. Knockin' Lost John (Robertson) – 3:51
5. Livin' in a Dream (Robertson) – 2:52

### Wiederveröffentlichung
Am 8. Mai 2001 veröffentlichte Capitol das Album auf CD mit folgenden Bonustracks:
1. Twilight (Robertson) – 3:17
2. Georgia on My Mind (Carmichael/Gorrell) – 3:51 (alternate take)